# Slash line

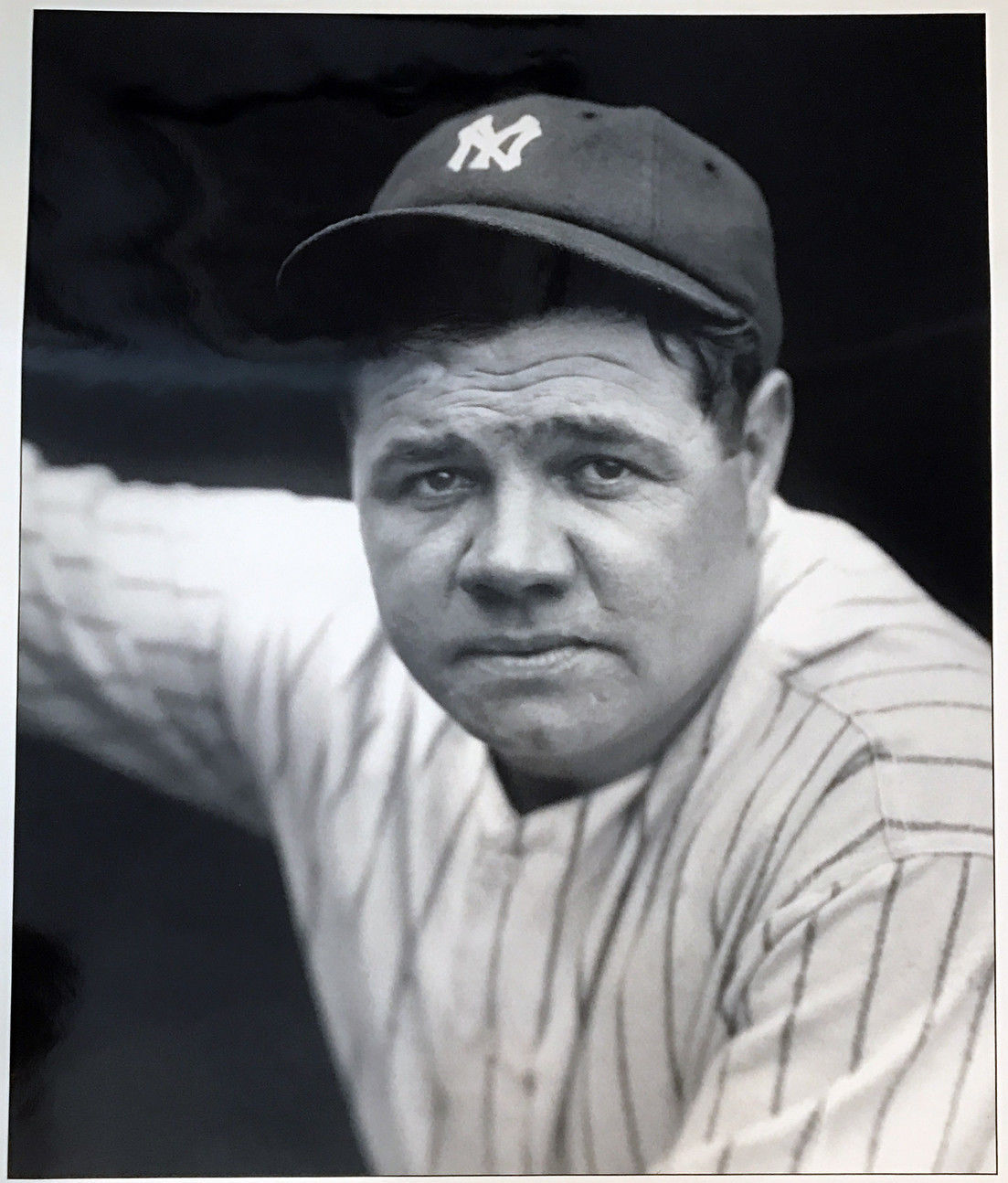
Babe Ruth 1933.

Slash line är en term inom baseboll som refererar till tre statistiska kategorier för en slagman. De tre kategorierna är slaggenomsnitt (AVG), on-base % (OBP) och slugging % (SLG).
När någon refererar till en slash line brukar det följas av tre tal angivna med tre decimaler som motsvarar en slagmans statistik i de tre kategorierna. En slash line skrivs med snedstreck mellan kategorierna i följande ordning: AVG/OBP/SLG. En slagman som har ett slaggenomsnitt på 0,300, en on-base % på 0,400 och en slugging % på 0,500 har en slash line som lyder 0,300/0,400/0,500 (på engelska skrivet .300/.400/.500).
2019 var en genomsnittlig slash line för alla spelare sammanlagt i den högsta amerikanska basebolligan Major League Baseball 0,252/0,323/0,435.
Babe Ruth, som av många anses vara den bästa basebollspelaren genom tiderna, hade under sin karriär en slash line på 0,342/0,474/0,690.